# 佐佐木達夫
佐佐木達夫（日语：／，1944年3月30日—）是日本定音鼓、馬林巴琴和敲擊樂的演奏家。 佐佐木達夫於日本岡山縣岡山市出生，目前居住在美國。

## 簡歷
在東京藝術大學學習期間，佐佐木達夫以日美教育委員會富布賴特獎學金得主的身份在茱莉亞音樂學院就讀。在茱莉亞音樂學院就讀時，佐佐木達夫跟隨索爾·古德曼學習演奏敲擊樂。
1966年至1967年，佐佐木達夫在利奧波德·斯托科夫斯基領導的美國交響樂團擔任敲擊樂手；1967年，他加入了由祖賓·梅塔領導的以色列愛樂樂團擔任敲擊樂手。1970年返回日本，並加入了日本愛樂樂團。同時，他還是佐久音樂學院的兼職講師。佐佐木達夫於1971年3月30日在上野文化會館的小禮堂舉行了獨奏會，有關獨奏會的評論，請參見當時的“朝日新聞”和“音樂之友”。
1972年，佐佐木達夫受到巴西聖地亞哥交響樂團邀請，在巴西里約熱內盧擔任定音鼓首席。次年，他年移居至聖地亞哥，並擔任聖地亞哥交響樂團的定音鼓首席長達33年。作為木琴及馬林巴琴的獨奏者，佐佐木達夫與聖地亞哥交響樂團在美國、墨西哥和日本舉行的演奏會中演奏亞倫·賀凡尼斯的《帶有日本木刻的幻想曲》、保羅·克雷斯頓的《木琴小協奏曲》等等。
2007年從聖地亞哥交響樂團退休以後，佐佐木達夫一直在名古屋和東京指導及指揮馬林巴琴樂團。 2009年，佐佐木達夫與馬林巴琴演奏家野口道子共同創立了The Marimba Duo。從那時起，他一直專注於錄製唱片。